# Berumerfehn
Berumerfehn is een dorp in de Duitse gemeente Großheide in de deelstaat Nedersaksen. Het ligt circa 10 km ten oosten van de stad Norden en 3-5 km ten zuiden van het hoofddorp Großheide.
Het langgerekte dorp ontstond als veenkolonie vanuit de stad Norden aan het einde van de achttiende eeuw. De stichters van de kolonie lieten in die tijd het Kompaniehaus bouwen, dat tegenwoordig een horeca- en uitgaansgelegenheid huisvest. Sinds 1972 is het dorp deel van de gemeente Großheide. In augustus 2021 werd Berumerfehn opgeschrikt door een tornado, die 5 huizen verwoestte. Gelukkig vielen bij dit incident geen doden of gewonden.
Ten zuidoosten van het dorp ligt een klein bos, waar het goed wandelen is. Nog verder zuidoostelijk ligt het hoogveenreservaat Berumerfehner Moor.

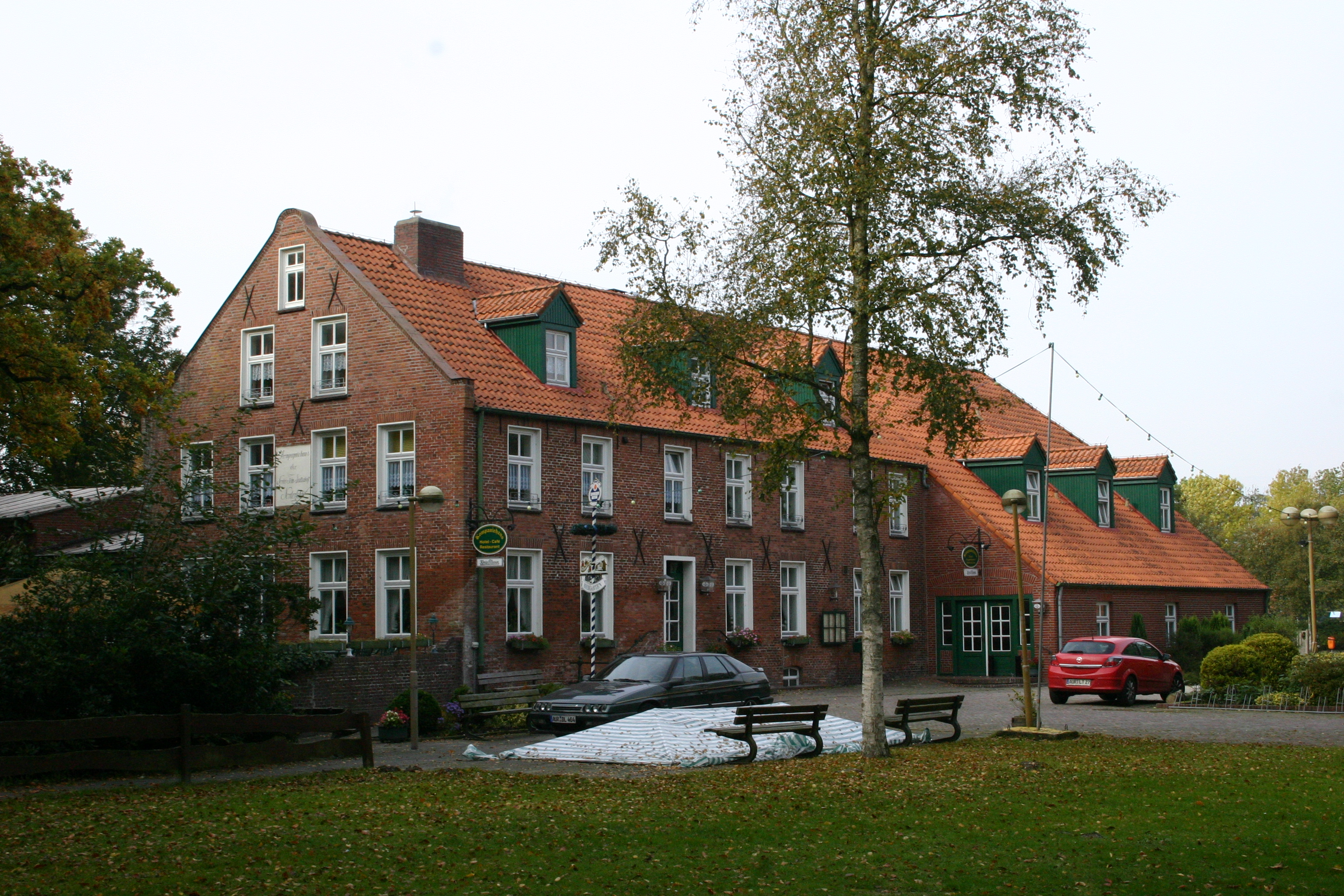
Kompaniehaus
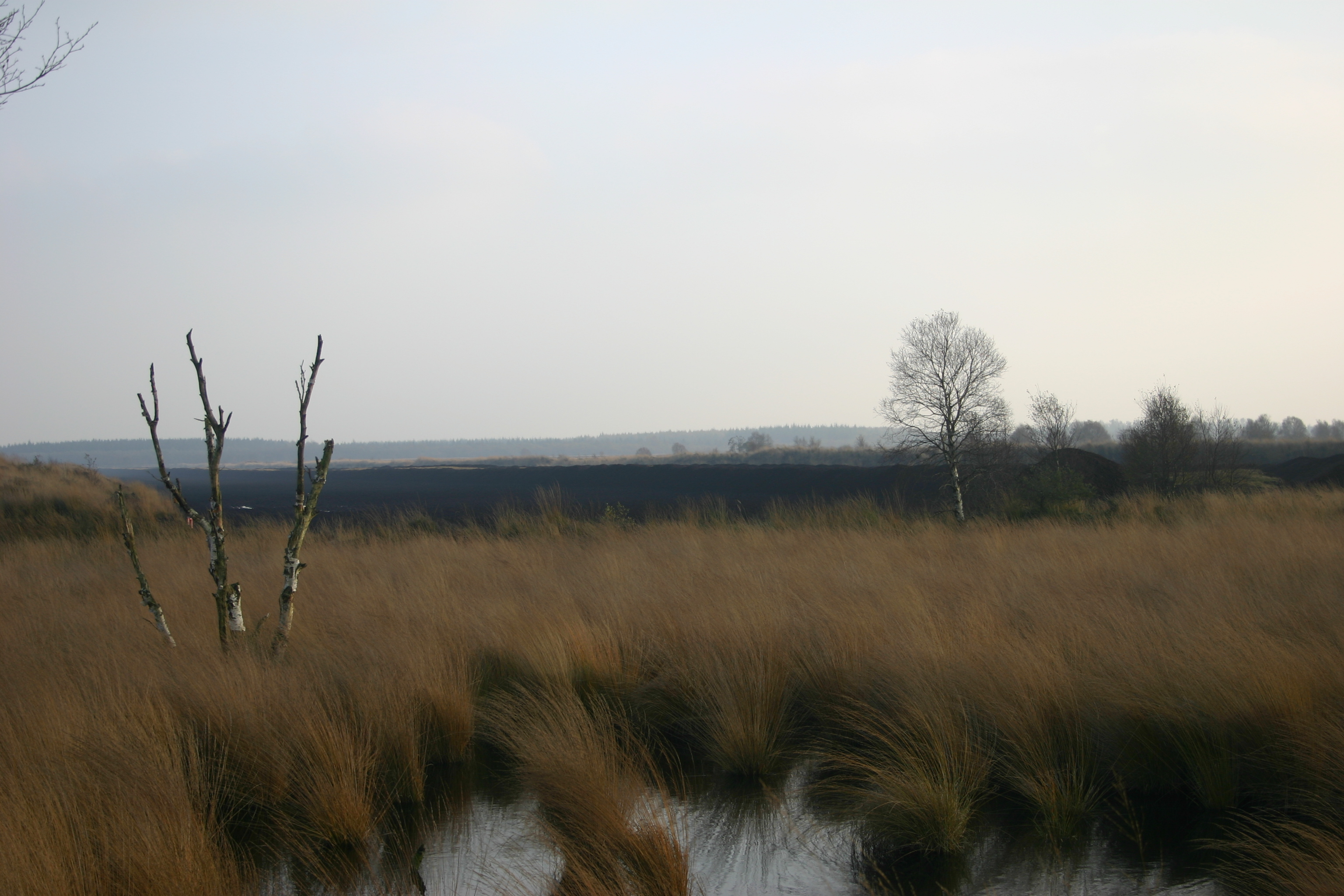
Hoogveenreservaat Berumerfehner Moor

- Virtual International Authority File: 137010681